# Octanodinitrilo
El octanodinitrilo, llamado también suberonitrilo o 1,6-dicianohexano, es un dinitrilo de fórmula molecular C8H12N2.

## Propiedades físicas y químicas
A temperatura ambiente, el octanodinitrilo es un líquido de color marrón claro de menor densidad que el agua (ρ = 0,954 g/cm³).
Su punto de ebullición es 175 °C y su punto de fusión -3 °C.
Tiene una solubilidad en agua de 14 g/L, siendo el valor del logaritmo de su coeficiente de reparto logP = 0,59; ello supone una solubilidad mayor en disolventes apolares —como el 1-octanol— que en disolventes polares. Es un líquido notablemente más viscoso que el agua (8,5 mPa·s).
Su vapor es 4,7 veces más denso que el aire.
En cuanto a su reactividad, este dinitrilo es incompatible con agentes oxidantes.

## Síntesis y usos
El octanodinitrilo se puede sintetizar a partir de la 1,8-octanodiamina con un método electroquímico que emplea un electrodo de hidróxido de níquel (II) y, como sal conductora, hidróxido potásico; el rendimiento de este proceso es del 92%.
Asimismo, este dinitrilo puede obtenerse a partir del octano-1,8-diol en presencia de iodo molecular en una disolución de amoníaco en agua.
Una tercera vía de síntesis implica la deshidratación de octanodiamida con 
cloroformiato de triclorometilo (difosgeno) líquido.
El complejo octanodinitrilo/urea ha sido estudiado mediante espectroscopía de resonancia magnética nuclear de sólidos con el fin de dilucidar aspectos estructurales y dinámicos del complejo; dichos estudios sugieren que mientras la molécula de octanodinitrilo posee movilidad, las de adiponitrilo y heptanodinitrilo son estáticas.
Se ha propuesto la utilización de este dinitrilo en electrolitos no acuosos que forman parte de baterías secundarias de litio, empleadas en dispositivos electrónicos portátiles, teléfonos móviles y fuentes de energía en automóviles.
También puede ser usado en la fabricación de catalizadores de fosfinil amidina que se manejan en la oligomerización de olefinas.

## Precauciones
El octanodinitrilo tiene su punto de inflamabilidad a 175 °C y su temperatura de autoignición es 460 °C.
Es una sustancia tóxica si se ingiere o inhala, provocando irritación al entrar en contacto con piel y ojos.
En el organismo humano este compuesto puede ser metabolizado a cianuro, lo que puede ocasionar dolor de cabeza, mareos, debilidad, inconsciencia, convulsiones, coma y, en última instancia, la muerte.